# Sven Maes
Sven Maes (alias Svenson) (Sint-Niklaas, 27 januari 1973) is een uit België afkomstige trance-dj. Maes werd vooral bekend door zijn frequente samenwerking met Johan Gielen.

## Levensloop
Op 12-jarige leeftijd begon Maes met drummen. Later kreeg hij zijn eerste drumcomputer en synthesizer en begon hij met het maken van eigen nummers. Rond zijn 18e belandde Sven in een band genaamd Mea Culpa, waarmee hij de halve-finales van Humo's Rock Rally bereikte. Hierdoor raakte hij in contact met Olivier Adams (Praga Khan & Lords of Acid), die hem de mogelijkheid bood samen in zijn studio te werken. Maes maakte hier nummers voor onder andere Charly Lownoise & Mental Theo en L.A. Style.
Adams stelde Maes ook voor aan zijn platenmaatschappij Antler Subway waar hij naast het tekenen van zijn eerste platencontract ook de reeds gevestigde DJ Johan Gielen ontmoette. Samen brachten zij als Bodyheat de single Gonna Make You Feel die meteen een clubhit in Nederland werd. Terwijl Gielen DJ-sessies in het buitenland deed, werkte Maes aan solo-tracks onder de naam Svenson en produceerde hij voor Milk Inc..
Bij Gielen's terugkeer werd besloten als Airscape samen tracks uit te brengen en zich vooral te richten op de Engelse markt. De Airscape remix van Delerium feat. Sarah McLachlan's Silence is het duo's grootste hit geweest. Samen hebben ze ook nummers geschreven en geproduceerd voor Alice DeeJay, waaronder de Top 40 single The Lonely One. Het tweetal heeft zowel als Svenson & Gielen als solo verschillende thema's van Nederlandse trance-feesten als Trance Energy gemaakt. Onder deze naam brachten ze ook het album "The Beauty of Silence" uit. In 2004 besloten de heren zich een tijdje op solowerk te gaan richten.

## Discografie

### Svenson
- Clubbin' on Sunshine (2001)
- Sunlight Theory (Trance Energy Theme 2004) (2004) Dancesmash op Radio 538
- Inside Outside/Devils LSD (2005)
- Wicked Life (2006)
- Solebango (2007)
- Keeping it Real (2008)
- Lover (I Want You) (2008)

### Svenson & Gielen
- Beauty of Silence (Trance Energy Theme 2000) (2000)
- Twisted (Trance Energy Theme 2001) (2001)
- We know what you did (Trance Energy Theme 2002) (2002)
- Answer the question (Trance Energy Theme 2002) (2002)
- Beachbreeze (ft. Jan Johnston) (2003)

### Singles
| Single met eventuele hitnotering(en) in de Nederlandse Top 40 | Datum van verschijnen | Datum van binnenkomst | Hoogste positie | Aantal weken | Opmerkingen                                                                      |
| ------------------------------------------------------------- | --------------------- | --------------------- | --------------- | ------------ | -------------------------------------------------------------------------------- |
| The beauty of silence                                         | 2000                  | 21-10-2000            | tip3            | -            | met Johan Gielen als Svenson & Gielen / Dancesmash op Radio 538                  |
| Twisted                                                       | 2001                  | 03-11-2001            | 33              | 2            | met Johan Gielen als Svenson & Gielen / Dancesmash op Radio 538                  |
| We know what you did                                          | 2002                  | 02-03-2002            | 34              | 4            | met Johan Gielen als Svenson & Gielen / Dancesmash op Radio 538                  |
| Answer the question                                           | 2002                  | 21-09-2002            | tip3            | -            | met Johan Gielen als Svenson & Gielen / Dancesmash op Radio 538                  |
| Beachbreeze (Remember the summer)                             | 2003                  | 31-05-2003            | 32              | 5            | met Johan Gielen als Svenson & Gielen met Jan Johnston / Dancesmash op Radio 538 |
| Sunlight theory (Official Trance Energy Anthem 2004)          | 2003                  | 07-02-2004            | 19              | 4            | als Svenson / Dancesmash op Radio 538                                            |